# Zalanodius hirsutus
Zalanodius hirsutus is een hooiwagen uit de familie Gonyleptidae.